# Florence County (Wisconsin)
Das Florence County ist ein County im US-amerikanischen Bundesstaat Wisconsin. Im Jahr 2020 hatte das County 4558 Einwohner und eine Bevölkerungsdichte von 3,6 Einwohnern pro Quadratkilometer. Der Verwaltungssitz (County Seat) ist Florence.

## Geografie
Das County liegt im Nordosten von Wisconsin und grenzt im Norden an Michigan. Es hat eine Fläche von 1288 Quadratkilometern, wovon 24 Quadratkilometer Wasserfläche sind.
An der nordöstlichen Grenze zu Michigan vereinigen sich der Michigamme River und der Brule River zum Menominee River, der weiter südlich in den Michigansee mündet.
An das Florence County grenzen folgende Nachbarcountys:
|               | Iron County (Michigan) |                             |
| Forest County |                        | Dickinson County (Michigan) |
|               |                        | Marinette County            |

## Geschichte
Das Florence County wurde 1882 aus Teilen des Marinette County und des Oconto County gebildet. Benannt wurde es, ebenso wie die Bezirkshauptstadt, nach Florence Terry Hulst, der ersten weißen Frau, die in diesem Gebiet siedelte.

## Bevölkerung
Nach der Volkszählung im Jahr 2010 lebten im Florence County 4423 Menschen in 1872 Haushalten. Die Bevölkerungsdichte betrug 3,5 Einwohner pro Quadratkilometer. In den 1872 Haushalten lebten statistisch je 2,36 Personen.
Ethnisch betrachtet setzte sich die Bevölkerung zusammen aus 97,1 Prozent Weißen, 0,4 Prozent Afroamerikanern, 0,6 Prozent amerikanischen Ureinwohnern, 0,3 Prozent Asiaten sowie aus anderen ethnischen Gruppen; 1,5 Prozent stammten von zwei oder mehr Ethnien ab. Unabhängig von der ethnischen Zugehörigkeit waren 1,2 Prozent der Bevölkerung spanischer oder lateinamerikanischer Abstammung.
16,3 Prozent der Bevölkerung waren unter 18 Jahre alt, 60,0 Prozent waren zwischen 18 und 64 und 23,7 Prozent waren 65 Jahre oder älter. 48,7 Prozent der Bevölkerung war weiblich.
Das jährliche Durchschnittseinkommen eines Haushalts lag bei 44.652 USD. Das Pro-Kopf-Einkommen betrug 22.128 USD. 13,4 Prozent der Einwohner lebten unterhalb der Armutsgrenze.

## Ortschaften im Florence County
Das Florence County und das Menominee County sind die einzigen Countys in Wisconsin, in denen es keine selbstverwalteten Gemeinden (Citys oder Villages) gibt. Die Einwohner leben somit ausschließlich in gemeindefreien Siedlungen:
Census-designated places (CDP)
- Florence
- Long Lake

Andere Unincorporated Communities
| - Aurora - Commonwealth - Fence - Fern - Hematite | - Pulp - Ridgetop - Spread Eagle - Tipler - Tyran |

## Gliederung
Das Florence County ist in acht Towns eingeteilt:
| Town                 | Einwohner (2010) | FIPS     |
| -------------------- | ---------------- | -------- |
| Town of Aurora       | 1036             | 55-03875 |
| Town of Commonwealth | 399              | 55-16550 |
| Town of Fence        | 192              | 55-25575 |
| Town of Fern         | 159              | 55-25675 |
| Town of Florence     | 2002             | 55-26200 |
| Town of Homestead    | 336              | 55-35600 |
| Town of Long Lake    | 157              | 55-45625 |
| Town of Tipler       | 142              | 55-79975 |